# Najat Makki
Najat Makki (1956) es una artista visual emiratí. Es una de los miembros del Consejo Cultural de Dubái. Y una de las pioneras en escenas emiratenses de arte contemporáneo.

## Educación
Makki fue la primera emiratense en ganar una beca de gobierno para estudiar arte en el extranjero en 1977. Obtuvo su bachelor y la maestría en escultura en relieve y en metal por la Universidad de Bellas Artes en El Cairo, donde también recibió su doctorado en filosofía de arte en 2001.

## Influencias
Najat Makki fue influida por pioneros artistas egipcios como Mokhtar, Mohamed Saeed, Hamed Nada, los hermanos Alsajini y Saed Alsader. Su creatividad también se ve inspirada en el entorno de los Emiratos como el desierto, el mar, y el folclore.

## Exposiciones
- 2000 Artes & de Mujer; Exposición de Vista Internacional- Sharjah[4]
- 2002 Medios de comunicación de Emiratos Inc. Exposición; Para ti Jerusalem- Abu Dubai
- 2002 Teherán Bienal- Irán
- 2003 Sharjah Museo de Antigüedades- Sharjah, UAE
- 2004 Exposición de Entorno en Centro de Comercio de la Dubai- Dubai, UAE
- 2004 Immar Taller de Artes Internacionales- Dubai, UAE
- 2004 Co- Exposición con un Artista de Colega en la Ocasión de UAE Presidente Ascension el día aguantado por Dubai Aeropuerto Internacional- Dubai, UAE
- 2004 Libro Exposición Justa- Fráncfort- Alemania
- 2004 Horizontes de Patrimonio Exposición- Abu Dhabi Club de Agentes, UAE
- 2014 Creadores/de Mujeres: Visionary Mujeres en la Escena de Arte de los Emiratos, Abu Dhabi, UAE
- 2015 el UAE Pabellón nacional, Bienal de Venecia, Italia[5]

## Premios
- 1993 Premio de Jurado, Primera Sesión de la Sharjah Bienal Internacional, UAE
- 1996 Autoridad General de Bienestar & de Deportes de la Juventud-Premio de Plata, UAE
- 1998 Cooperación de Golfo Consejo Premio Bienal
- 1999 Al Mahabaa sirio Internacional Bienal, Siria
- 2007 Agradecimiento de Emiratos Premio para Artes, Ciencia y Literatura[6]